# João Forjaz Marinho
D. João Forjaz Marinho (1200 - c. 1250) foi um Cavaleiro medieval do Reino de Portugal onde foi senhor Domus Fortis, denominada Torre de Marinhos bem na freguesia de São Martinho de Alvaredo, próximo à Galiza, no termo de Valadares.
Viveu nas terras de Valadares onde exerceu o cargo de governador por ordem real. Recebeu o titulo de 1.º Conde de Alfavarra quando se tornou par do reino com direito ao brasão de armas.

## Relações familiares
Foi filho de D. Fraião (1170 -?) e de Mariana Marinha (c. 1170 -?) casou com Elvira Ordoñez de Bovida (1220 -?), filha de D. Garcia Ordonhes de Bovida, de quem teve:
1. D. Paio Anes Marinho (1210 -?) casou com Maior Fernandes Turrichão,
2. D. Gonçalo Anes Marinho (1220 -?) casou com Teresa Fernandes,
3. D. Pedro Anes Marinho (1250 -?) casou por duas vezes, a primeira com Sancha Vasques Sarraza e a segunda com Teresa Pires Mourão,
4. D. Martim Anes Marinho (1230 -?),
5. D. João Anes Marinho.